# Dieter Voss

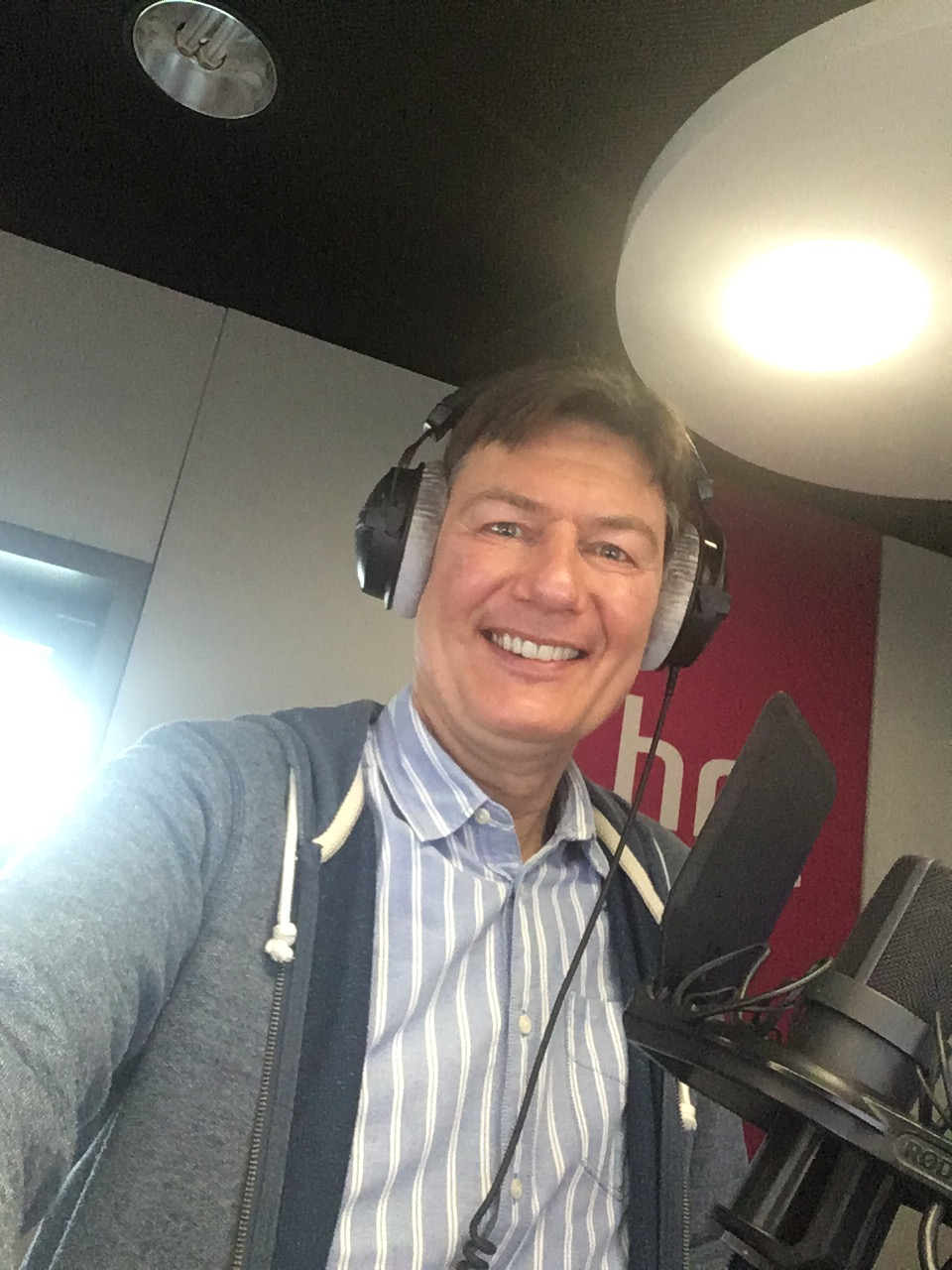
Dieter Voss (2021)

Dieter Voss (* 2. November 1959 in Lingen (Ems)) ist ein deutscher Moderator, Nachrichtensprecher und Schauspieler.

## Leben
Dieter Voss wurde in Lingen im Emsland geboren. Nach dem Abitur studierte er Medizin. Erste Erfahrungen mit dem Schauspiel erlangte Voss als Teil des Ensemble des Frankfurter Theater und Kabaretts Die Schmiere. Dort war er viele Jahre aktiv. Noch heute zeigt sich seine kabarettistische Vergangenheit in seiner lockeren und manchmal ironischen Art zu moderieren. Beim Hessischen Rundfunk erhielt er seine journalistische Ausbildung und arbeitet dort seit 1989.

## Werdegang
Seit dem Jahr 1990 ist Voss als Sprecher und Moderator bei hr4 beschäftigt. Unter anderem moderiert er die Sendungen Mit hr4 in den Tag und den hr4-Talk, eine abendliche Call-in-Sendung. In den 1990er Jahren war er beim Sender auch als Nachrichtensprecher im Einsatz. Zwischenzeitlich moderierte Voss die Morgenmelodie bei WDR 4. Den Weg ins Fernsehen schaffte Voss als Stimme des Tagesschau-Wetters. Im hr-Fernsehen führt er seit 2007 durch die Sendung Herrliches Hessen und präsentierte im November des gleichen Jahres gemeinsam mit Britta Wiegand Die schönsten hr4-Schlager. Wettermann beim ARD-Mittagsmagazin ist er seit 1996. Daneben moderiert er die Wetterschau in der ARD und ist auch beim ARD-Buffet zu sehen. Als Moderator war er bis 2020 auch für die Sendung Hessen lacht zur Fassenacht im Einsatz. Er präsentiert seit einigen Jahren mit Isabel Varell jedes Jahr beim Hessentag die Schlagerparade. Diese wird über das Jahr verteilt im HR-Fernsehen als Aufzeichnung ausgestrahlt.